# MARTEL

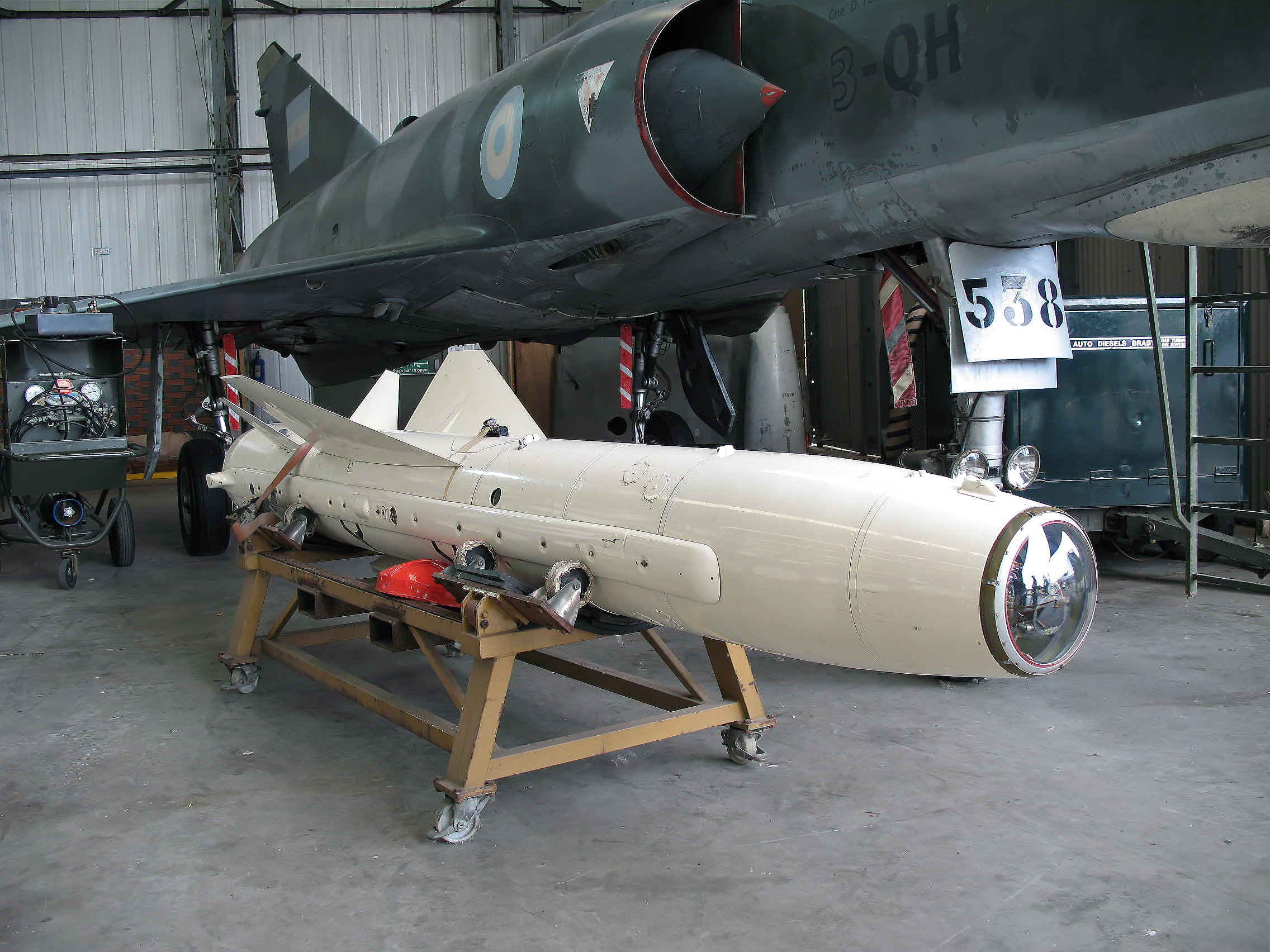
AJ-168

Missile Anti Radar Television (MARTEL) – francusko-brytyjski pocisk klasy powietrze-ziemia.
Na początku lat 60. we Francji i Wielkiej Brytanii rozpoczęto prace nad pociskiem przeciwradiolokacyjnym. Początkowo prace prowadzono osobno, ale z czasem doszło do połączenia programów prowadzonych w obu krajach. Efektem był wprowadzony do uzbrojenia w 1968 roku pocisk Martel produkowany w dwóch wersjach:
- AS-37 - wersja przeciwradiolokacyjna z pasywną głowica samonaprowadzającą się na źródło promieniowania radarowego (używana przez Armée de l’air i Royal Air Force)
- AJ-168 - wersja z głowica telewizyjną, naprowadzana radiokomendowo (używana wyłącznie przez RAF).

MARTEL miał klasyczny układ aerodynamiczny. W środkowej części kadłuba znajdowały się cztery trójkątne skrzydła, w części ogonowej cztery trójkątne stery. Pocisk miał trzy silniki. Dwa z nich pracowały krótko rozpędzając rakietę do prędkości marszowej, trzeci uruchamiany był po wyczerpaniu paliwa silników startowych i służył do podtrzymania prędkości marszowej. W centralnej części pocisku znajdowała się głowica odłamkowo-burząca o masie 150 kg detonowana przy pomocy zapalnika zbliżeniowego. Przednią cześć pocisku w wersji AS-37 zajmowała pasywna głowica samonaprowadzająca.
W przypadkach kiedy atakowano znane stanowiska radarowe głowica była programowana na ziemi. Pocisk po odpaleniu w odległości 30-60 km od celu (zasięg zależał od wysokości odpalenia) kierował się w kierunku celu początkowo kierowany przez inercyjny układ nawigacyjny, po doleceniu w pobliże celu aktywowała się głowica samonaprowadzająca nakierowująca pocisk dokładnie na cel. Jeśli położenie celu nie było znane przed atakiem głowica samonaprowadzająca była uruchamiana przed odpaleniem rakiety. Po wykryciu stacji radarowej pocisk zmierzał do celu cały czas naprowadzany przez głowicę samonaprowadzającą.
Pociski Martel były przenoszone przez samoloty Blackburn Buccaneer, SEPECAT Jaguar i Dassault Mirage IIIE. W latach 80. i 90. MARTEL został zastąpiony przez nowe typy pocisków przeciwradiolokacyjnych. W Wielkiej Brytanii zastąpił go ALARM, we Francji ARMAT (głęboko zmodernizowany AS-37)

## Dane taktyczno-techniczne
- Masa: 530 kg
- Masa głowicy bojowej: 150 kg
- Długość: 4,12 m
- Średnica kadłuba: 0,40 m
- Rozpiętość: 1,20 m
- Prędkość: ?? km/h
- Zasięg: 30-60 km